# Laussonne (Loire)
Pour les articles homonymes, voir Laussonne (homonymie).
La Laussonne est une rivière et un ruisseau d'Auvergne-Rhône-Alpes, dans le département de la Haute-Loire, et un affluent droit de la Loire.

## Géographie
La rivière de la Laussonne prend sa source dans le bois des Barthes sur la commune de Moudeyres, entre les massifs du Mézenc et du Meygal, à 1 152 m d'altitude. 
La Laussonne coule globalement de l'est vers le nord-ouest en parcourant 19,5 km,
La Laussonne conflue en rive droite dans la Loire à Coubon, à 633 m d'altitude.

### Communes et cantons traversés
Dans le seul département de la Haute-Loire, la Laussonne traverse six communes et trois cantons :
- dans le sens amont vers aval : Moudeyres (source), Laussonne, Lantriac, Le Monastier-sur-Gazeille, Arsac-en-Velay, Coubon (confluence).

Soit en termes de cantons, la Lausonne prend source dans le canton du Mézenc, et conflue dans le canton du Puy-en-Velay-4 le tout dans l'arrondissement du Puy-en-Velay.

## Affluents
La Laussonne a cinq affluents référencés :
- le ruisseau du Fraisse (rd), 2,9 km sur la seule commune de Laussonne.
- le Condal (rg), 3,3 km sur la seule commune de Laussonne.
- le Frontfreyde (rg), 3,2 km sur les deux communes de Laussonne (source), et Le Monastier-sur-Gazeille (confluence).
- ? (rg), 0,8 km sur les deux communes de Le Monastier-sur-Gazeille (source) et Lantriac (confluence).
- ? (rd), 0,9 km sur les deux communes de Le Monastier-sur-Gazeille (confluence) et Lantriac (source).

Son rang de Strahler est donc de deux.

## Bassin versant
La Laussonne traverse une seule zone hydrographique 'La Laussonne & ses affluents' (K013) de 48 km2 de superficie. Ce bassin versant est composé à 72,17 % de territoires agricoles, à 27,49 % de forêts et milieux semi-naturels et à 1,25 % de territoires artificialisés.